# San Giorgio in Bosco
San Giorgio in Bosco (velenceiül San Zorzi in Bosco) település Olaszországban, Veneto régióban, Padova megyében. Lakosainak száma 6377 fő (2023. január 1.). San Giorgio in Bosco Cittadella, Fontaniva, Grantorto, Piazzola sul Brenta, Tombolo, Campo San Martino és Villa del Conte községekkel határos.

## Népesség
A település lakossága az elmúlt években az alábbi módon változott:
| Lakosok száma | 6290 | 6346 | 6377 |
|               | 2017 | 2018 | 2023 |